# Ophion albistylus
Ophion albistylus är en stekelart som beskrevs av Szepligeti 1905. Ophion albistylus ingår i släktet Ophion och familjen brokparasitsteklar. Inga underarter finns listade i Catalogue of Life.